# Paweł Giżycki (jezuita)
Paweł Giżycki SJ (ur. 24 stycznia 1692 w Wielkopolsce, zm. 28 stycznia 1762 w Krzemieńcu) – polski architekt baroku, malarz, dekorator, jezuita.

## Życiorys

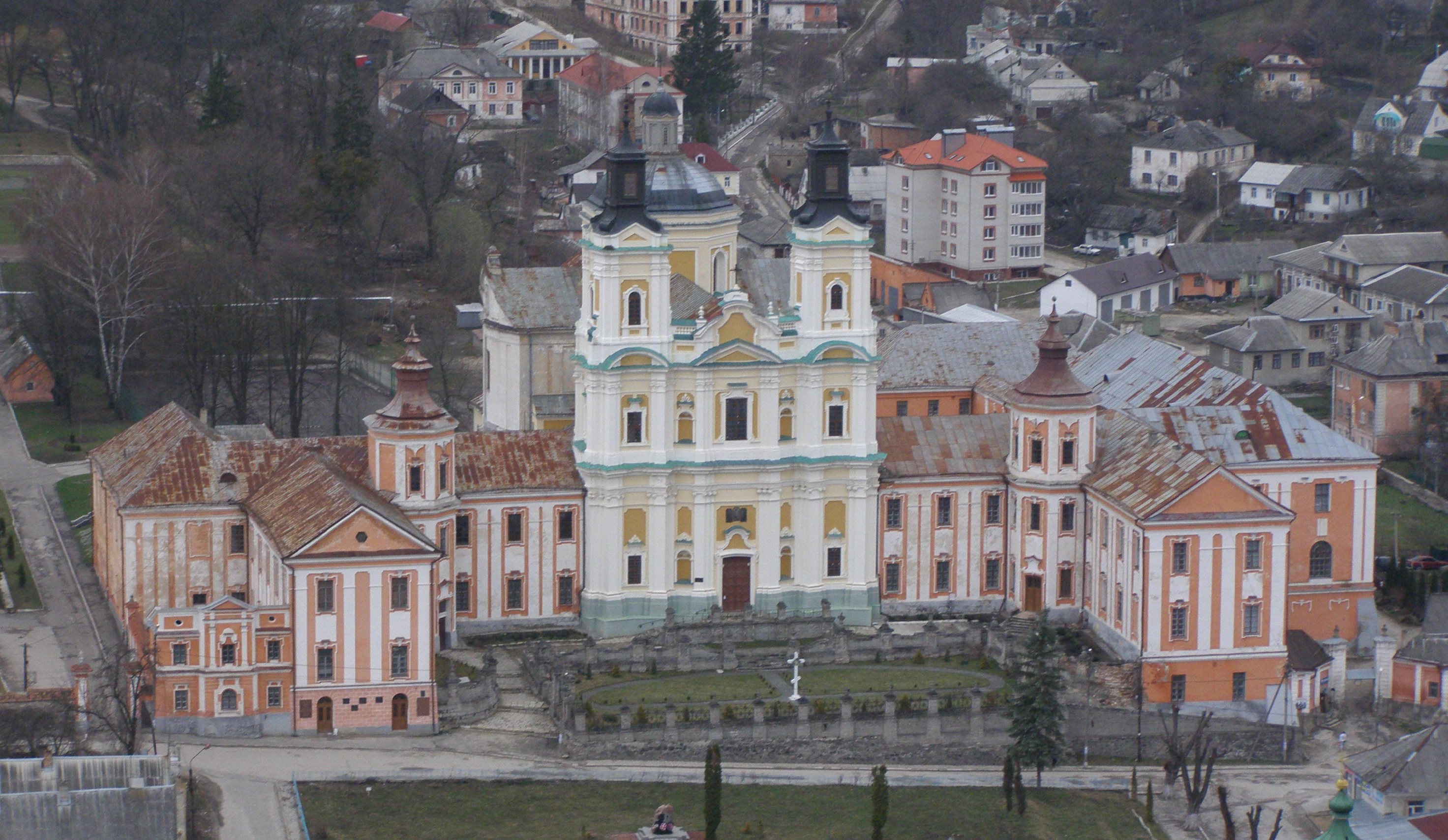
Kościół jezuitów w Krzemieńcu

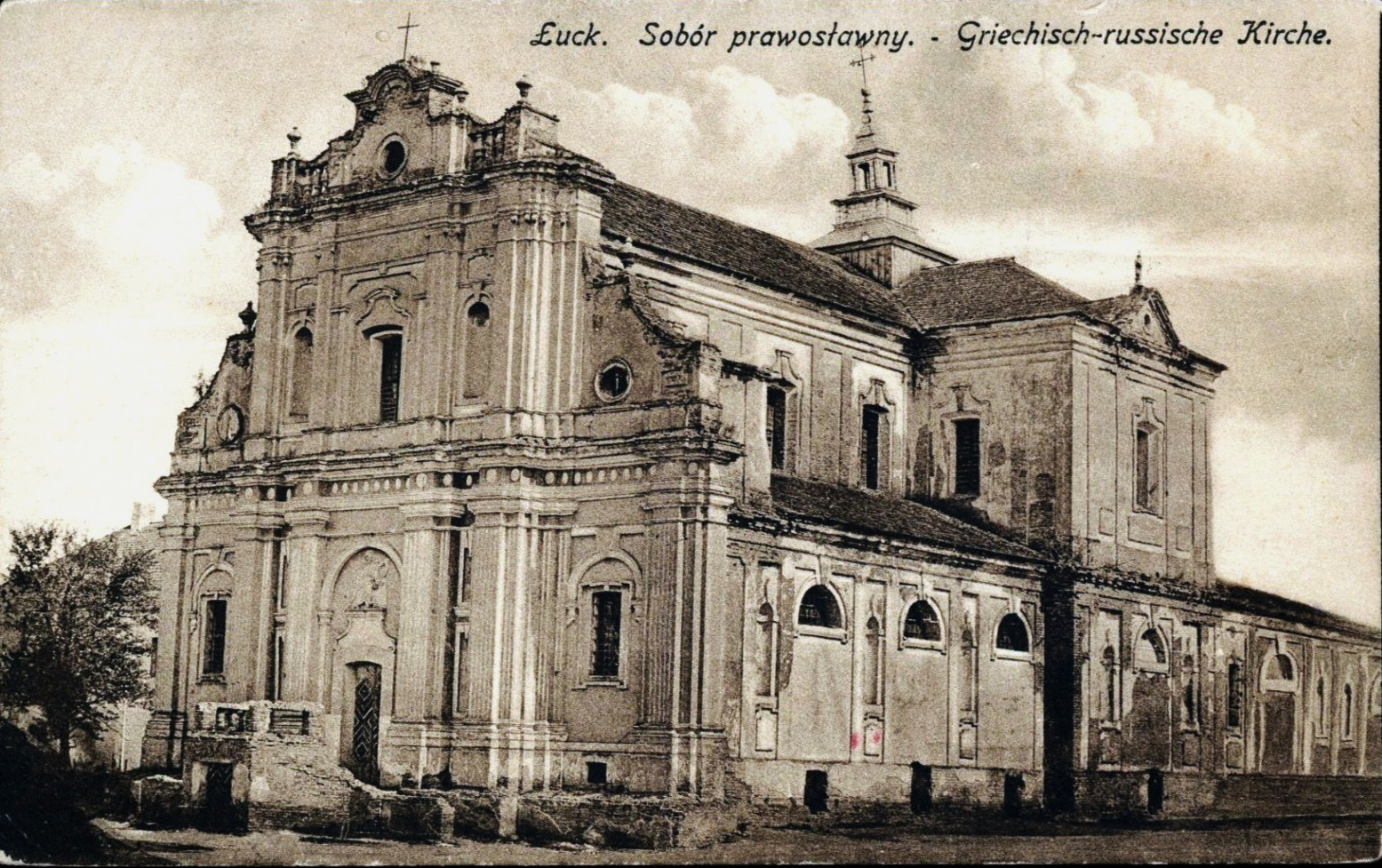
Kościół Krzyża Świętego w Łucku przed przebudową (pocztówka wyd. w 1916 r.)

Pochodził z rodziny szlacheckiej herbu Gozdawa. Wstąpił do zakonu 16 sierpnia 1710 w Krakowie. Po ukończeniu nowicjatu w 1712 r. uczył w jezuickich szkołach średnich w Piotrkowie, Lwowie, Samborze, studiował filozofię w Lublinie (1713-16), teologię w Sandomierzu (1719) i Krakowie (1720-1723). Pracował jako misjonarz w Białej (1723-1725), Kowlu (1726), Połonnem (1726-28), Brześciu Litewskim (1729), Łucku (1730), Włodzimierzu. Od 1730 roku przebywał w Krzemieńcu, dokąd powołany został dla budowy kolegium, i pozostał tam do końca życia. Czas pobytu w Krzemieńcu był jego najaktywniejszym okresem działalności.
Bardzo prawdopodobne, że znajomość architektury zawdzięczał tylko prywatnym studiom i talentowi. Przypuszczalnie był uczniem Kacpra Bażanki. Około 1725 r. był już sławnym architektem. Jako autor projektów z reguły nie zajmował się ich realizacją.

## Prace
Projekty wykonane:
- ołtarza głównego fary w Żywcu (1724),
- kościół Jezuitów w Samborze (1721-1730)
- kościół św. Ignacego Loyoli i św. Stanisława Kostki, szkoła i kolegium w Krzemieńcu (1731-53),
- przebudowana kościoła św. Józefa w kompleksie klasztoru Dominikanów w Czartorysku, I poł. XVIII w. (prawdopodobnie)[1],
- ołtarz św. Stanisława Kostki (dziś nieistniejący) w kościele św. Jana w Jarosławiu (1732),
- przebudowa kościoła franciszkanów w Korcu k. Ostroga,
- pałac Stanisława Wincentego Jabłonowskiego w Niżniowie k. Stanisławowa oraz asystował budowie tamtejszego kościoła i klasztoru paulinów (1742-43, dziś nieistniejący),
- przebudowa kościoła w Poczajowie (Wołyń) (1744),
- Kościół Najświętszej Maryi Panny i klasztor Karmelitów Trzewiczkowych w Horodyszczu (1746),
- Kościół i klasztor Jezuitów w Jurewiczach (wzniesiony 1746-1755[2])
- kolegium jezuickie w Żytomierzu,
- kościół i klasztor bernardynów w Łucku (wzniesiony 1752-1789),
- kościół jezuitów we Włodzimierzu (prawdopodobnie; wzniesiony 1755-1770)[3]
- cerkiew Opieki Matki Bożej w Poddębcach pod Łuckiem.
- ołtarz główny unickiej cerkwi w Podhorcach (1754),
- kominek starosty radohowskiego (I. Wiszniewskiego) (1755),
- dwa ołtarze kościoła franciszkanów w Krzemieńcu (1759),
- dekoracja przebudowywanych wież kościoła Dominikanów w Podkamieniu (1760).
- Prawdopodobnie brał udział przy odbudowie spalonego w pożarze w 1719 kolegium św. Piotra w Krakowie.

Z pewnością zaprojektował szereg innych budowli (m.in. zapewne, zespół klasztorny w Niżniowie), których dziś nie można stwierdzić archiwalnie. Szereg budowli było kopiami jego projektów (kolegium bazylianów w Krzemieńcu).
Wsławił się wspaniałymi dekoracjami pogrzebowymi, z których najgłośniejsze, to:
- dekoracja wnętrza kościoła jezuitów w Łucku na pogrzeb Jadwigi Zahorowskiej, kasztelanowej wołyńskiej (1725).
- kolegiaty w Zamościu na pogrzeb Tomasza Zamoyskiego (1726).
- kościoła franciszkanów w Brześciu Litewskim dla Aleksandra Pocieja, wojewody witebskiego (1729).
- kościoła jezuitów w Samborze dla Stanisława Chomętowskiego, hetmana polnego koronnego (1729).
- kościoła karmelitów w Wiśniowcu dla Michała Serwacego Wiśniowieckiego (1745).
- kościoła kapucynów w Lublinie dla Pawła Karola Sanguszki, marszałka wielkiego litewskiego (1750).
- kościoła jezuitów w Stanisławowie dla Józefa Potockiego,hetmana wielkiego koronnego (1751).

Sygnowane przez niego są sztychy:
Teodora Potockiego w dziele A. Miaskowskiego Deus in essentia unus, Pragae 1723
Michała Serwacego Wiśniowieckiego
frontospicium dzieła Cumulat tua bella oraz szereg innych.